# 예형

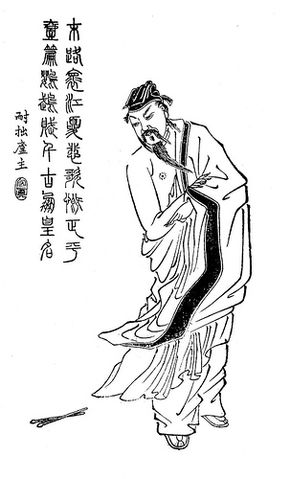

예형(禰衡, 173년 ~ 198년)은 중국 후한 말의 인물로, 자는 정평(正平)이며 청주 평원군 반현(般縣) 사람이다. 조조와 유표·황조를 능멸하다 황조에게 처형되었다.

## 공융과 예형
예형은 삼국지에서 가장 대표적인 독설가로 묘사된다. 그는 북해 태수인 공융과 절친한 사이였는데, 사람들은 예형을 싫어하였으나 공융만은 그를 높게 평가하였다.
그들은 서로를 '중니불사 안회부생(中尼不死 顔回復生)'이라 불렀다. 여기서 중니(中尼)는 공자의 자, 안회는 노나라의 현인이자 공자가 가장 신임하였던 제자이다. 이 말의 뜻은 "공자가 죽지 않고, 안회가 되살아난다"라는 뜻. 즉, 그들은 서로를 공자와 안회에 비유하며 자신들을 천하의 기재들로 인식하였다.

## 예형의 독설
공융과 친하게 지내던 그는 공융의 추천을 받아 조조로부터 부름을 받아 면담을 하였으나, 면담을 하는 자리에서 예형은 예의를 갖추지 않고 무례한 언행으로 조조의 부하들을 능멸하였다. 조조는 그가 마음에 들지 않았으나, 천하의 기재라는 공융의 말에 어쩔 수 없이 그를 등용하였다. 그러나 등용된 후에도 예형은 독설을 계속하였고, 조조는 방법을 궁리하다 그를 형주자사 유표에게 사자로 보내었다.
그러나 사자로 간 후에도 유표에게 거침없는 독설을 퍼부어 유표를 화나게 만들었다. 화가 난 유표는 그를 형주 변방의 하구로 보내 심복인 강하태수 황조의 부하로 삼게 하였다. 하구에서는 얼마 동안에는 황조와 잘 지내나 그곳에서도 독언이 멈추지 않아 결국 황조의 손에 죽었다.

## 인물평
위나라 사람 은번(隱蕃)이 오에 위장 투항을 했을 때, 오 대제에게 당시의 정무에 대해 진술했다. 대제는 호종(胡綜)에게 그 말이 어떠한지 물었는데, 호종은 “과장된 언어는 동방삭(東方朔)과 같음이 있고, 교묘한 언어와 궤변은 예형과 흡사하지만, 재능은 두 사람에 미치지 못한다.”고 답했다. 이로 비추어 보아, 예형은 이미 그 시대에 재능이 탁월하고 언변에 능한 사람으로 인식되었음을 엿볼 수 있다.